# Александар Митровић (фудбалер, 1997)
Александар Митровић (Лесковац, 5. мај 1997) српски је фудбалер који тренутно наступа за Дубочицу. Игра на позицији крилног нападача.